# 諾布拉克的倫納德
諾布拉克的倫納德（Leonard of Noblac，？—559年），是一位與法國利穆贊大區上維埃納省的聖萊奧納爾-德諾布拉城鎮和修道院密切相關的法蘭克聖人。496年聖誕節，他與國王一起皈依基督教。倫納德成為利穆贊森林的隱士，在那裡他聚集了許多追隨者。倫納德成為中世紀晚期最受尊敬的聖人之一。他的代禱被認為是釋放囚犯、分娩婦女和牛疾病的神蹟。

## 傳統傳記
他最早的《生平》寫於十一世紀，沒有任何歷史價值。
根據11世紀的聖徒傳記，倫納德是墨洛溫王朝創始人克洛維斯一世宮廷中的法蘭克貴族。蘭斯主教聖雷米吉烏斯是他的教父。作為雷米吉烏斯的弟子，他被授予訪問監獄和釋放被關押在那裡的任何人的特權。
倫納德爭取到釋放一些囚犯，這使他成為這些囚犯們的守護神。然後，他拒絕了主教職位的邀請——這是墨洛溫貴族的特權——他進入了奧爾良附近的米西修道院，接受聖梅斯明和聖李的指導。然後，根據傳說，倫納德成為利穆贊森林的隱士，在那裡他聚集了許多追隨者。他作為傳教士活躍在整個阿基坦地區。經由他的祈禱，法蘭克王后安全地生下一個男孩。作為回報，倫納德獲得「諾布拉克」（Noblac）的一塊皇家土地，距離利摩日21公里（13英里）。其地名很可能源自拉丁姓氏「Nobilius」和常見的凱爾特元素「-ac」，用來表示一個地方。在那裡，他建立了諾布拉克修道院，其周圍聚集成一個村莊，以他的名字命名為 「聖萊奧納爾-德諾布拉」（Saint-Léonard-de-Noblat）。
據傳說，從牢房裡呼喚他的囚犯看到他們的鎖鏈在眼前斷裂。後來，許多人來到他面前，帶著沉重的鎖鍊和鐐銬來向他致敬。有相當多的人留在他身邊，他經常把他大片森林的一部分給他們，讓他們清理並準備好在田間勞動，這樣他們就有辦法過誠實的生活。

## 崇拜的傳播
雖然之前的文獻、禮拜儀式和教堂獻詞中都沒有提到倫納德，但在12世紀，對他的崇拜迅速傳播開來。最初只是在法蘭克人的土地上，1103年安提阿的博希蒙德一世從丹麥的監獄中獲釋，並將此歸功於聖倫納德的代禱。博希蒙德是第一次十字軍東征的魅力領袖，他隨後訪問了諾布拉克修道院，在那裡他為自己的獲釋做了一次獻祭。博希蒙德的例子激勵了許多類似的捐贈，使羅馬式教堂及其突出的地標鐘樓得以建造。大約在同一時間，諾布拉克成為通往聖地亞哥-德孔波斯特拉朝聖路線上的一個驛站。倫納德的崇拜傳遍了整個西歐：在英格蘭，由於與該地區的文化聯繫，有不少於177座教堂奉獻給他。倫納德在蘇格蘭、低地國家、西班牙、意大利、瑞士、德國（尤其是巴伐利亞），以及波西米亞、波蘭和其他地方都受到敬仰。朝聖者和讚助者都流向聖萊奧納爾-德諾布拉。
倫納德成為中世紀晚期最受尊敬的聖人之一。他的代禱被認為是釋放囚犯、產婦和牛疾病的奇蹟。他的節日是11月6日，在巴伐利亞州的巴特特爾茨有一個節慶紀念他。馬耳他的基爾科普教區在每年8月的第三個星期日紀念他。

## 延伸閱讀
- Guibert, Louis La commune de Saint-Léonard-de-Noblat au XIIIe siècle. Limoges, 1890 (reprinted 1992) （法語）

## 外部連結
- Saint of the Day, November 6: Leonard of Noblac, Abbot （页面存档备份，存于）
- Life of Leonard
- St Leonard's Church, Hythe （页面存档备份，存于）
- St Leonard's Chapel, Newland （页面存档备份，存于）
- Colonnade Statue St Peter's Square （页面存档备份，存于）